# Taiwans forhistorie
Taiwans forhistorie er tiden inden det hollandske firma Forenede Østindiske kompagni ankom til Taiwan i 1624. De ældste tegn på at der har boet mennesker er ca 20.000 – 30.000 år gamle. For cirka 5000 år siden menes det at der er kommet bønder fra Fastlandskina for at slå sig ned. Disse mennesker menes at have talt et austronesisk sprog, som er et sprog der ikke er beslægtet med kinesisk. Taiwans urfolk, der udgør 2% af Taiwans befolkning og taler austronesiske sprog, menes at være deres efterkommere.